# Vignale (azienda)
La Vignale è stata una carrozzeria automobilistica italiana, fondata da Alfredo Vignale e attiva dal 1946 al 1974.

## La storia

### La fondazione e gli inizi

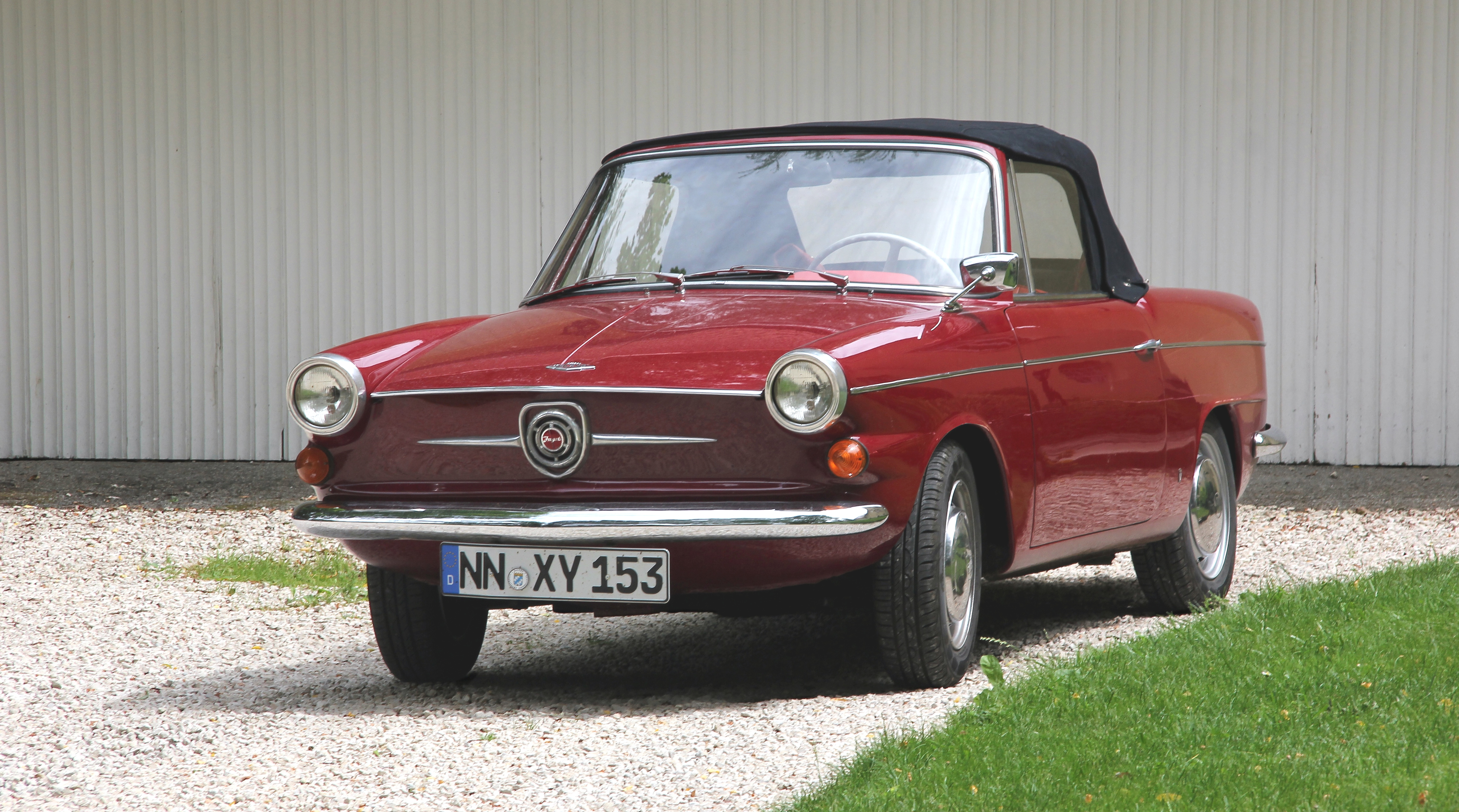
Neckar Jagst 770 Vignale Riviera Spyder su meccanica Fiat 600 del 1961

Alfredo Vignale, ex dipendente degli Stabilimenti Farina (di Giovanni Farina, fratello del più noto Pinin fondatore della Pininfarina), avviò la sua attività nel 1946 a Torino, costruendo "carrozzerie fuoriserie" (come si diceva allora) su telai Fiat, Lancia e Cisitalia. Da ricordare ad esempio le versioni coupé su telaio Fiat 1100E, Lancia Aprilia, la Nardi 750 che c'era pure in derivazione Abarth e lo spider Cisitalia 202, nate grazie al rapporto particolare di collaborazione che legava il fondatore dell'azienda al designer automobilistico, Giovanni Michelotti.

### Affermazione e l'apice
Costruitasi una solida fama, la Vignale iniziò anche l'attività di produzione di vetture prestigiose per la Ferrari, come la Ferrari 166 MM, la Ferrari 166 Inter, la Ferrari 212 Inter, la Ferrari 340 Mexico e la Ferrari 375 America, senza mai rinunciare a proporre varianti con "carrozzerie fuoriserie" di vetture anche di ampia diffusione. Risalgono a questo periodo i modelli Vignale della Fiat 500, 600 e della Lancia Appia. In quegli anni non mancarono neppure le collaborazioni con aziende straniere come la Triumph Motor Company.

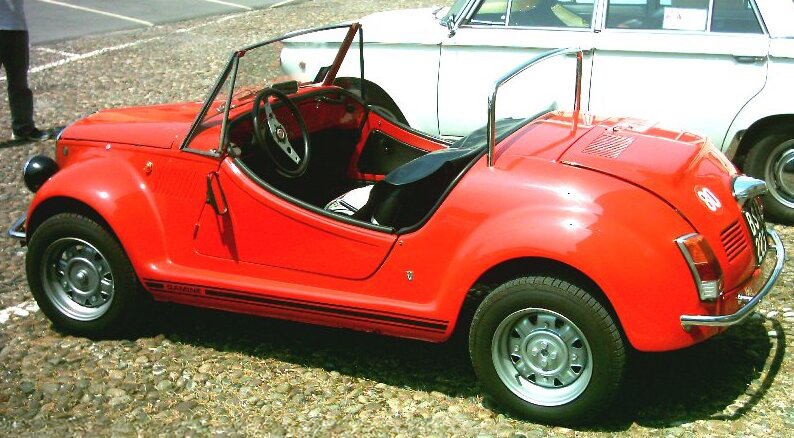
La "500 Gamine" su meccanica Fiat Nuova 500

Nel 1961 la Vignale aumentò la produzione in serie di propri modelli, su pianali Fiat. A questo scopo venne costruito un nuovo stabilimento a Grugliasco, non lontano da Mirafiori.
Delle vetture prodotte in serie, la più celebre è senz'altro la "Gamine" del 1967, una particolare versione spider della Fiat 500, impreziosita da una calandra con finto radiatore cromato e parafanghi separati, in stile anni trenta. Particolarmente proficua fu la collaborazione con la Maserati, che proseguì per tutti gli anni 60, con la realizzazione delle carrozzerie per i modelli Maserati 3500 GT, nella versione spider, Maserati Sebring e Maserati Mexico. In quegli stessi anni Vignale realizzò anche la versione convertibile della Lancia Flavia.

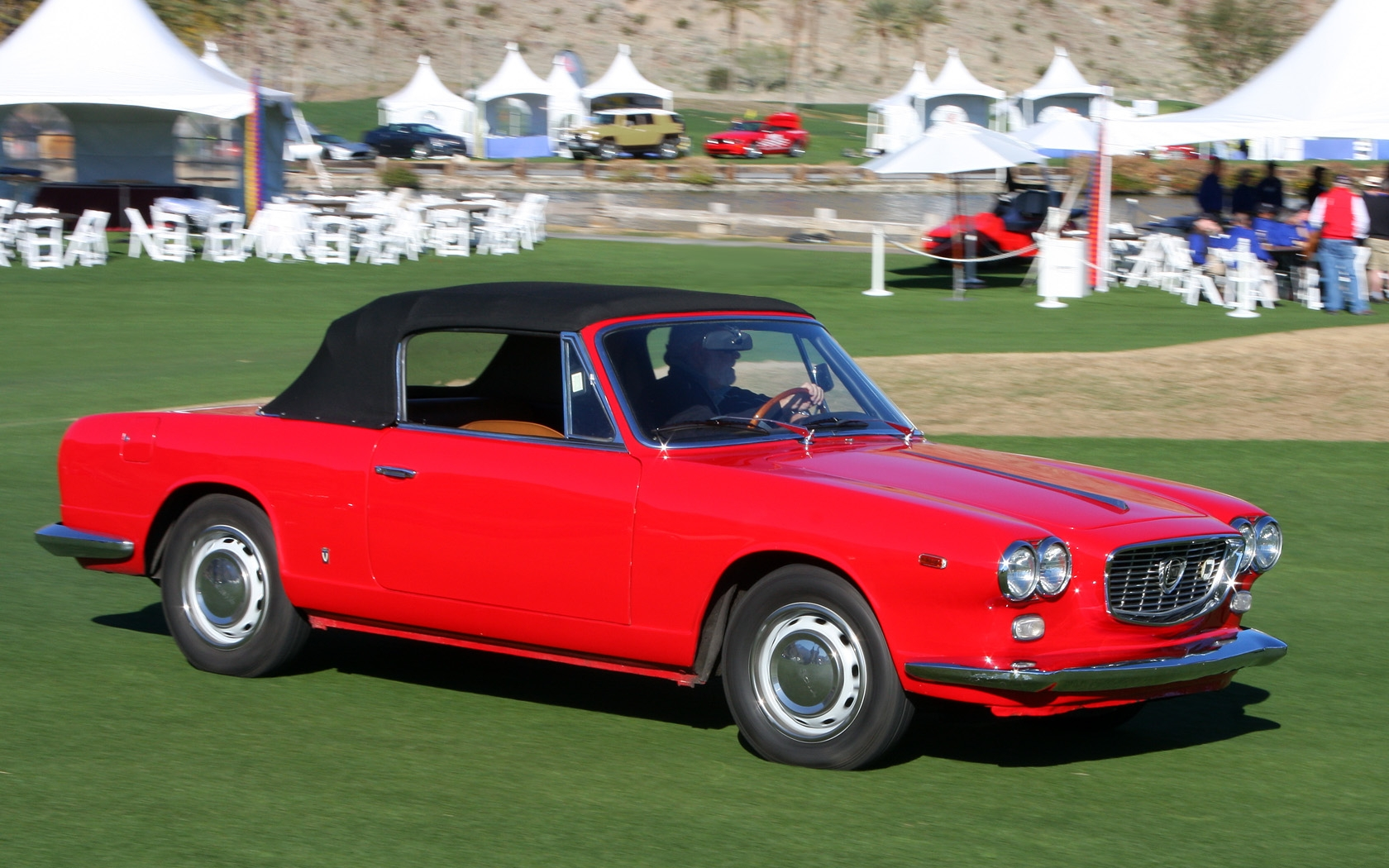
Lancia Flavia Convertibile Vignale del 1965

Su commissione della cecoslovacca Tatra, la Vignale realizzò, nel 1968, il completo rifacimento della celebre berlina presidenziale, presentando il modello "T613"; un lavoro piuttosto impegnativo date le originali caratteristiche tecniche della vettura che contemplano la posizione posteriore del mastodontico propulsore a 8 cilindri, raffreddato ad aria. Nello stesso anno, al salone dell'automobile di Torino fu presentata una delle ultime e più discusse realizzazione dell'azienda di Grugliasco, la Ferrari 330 GT Vignale Station Wagon, una shooting brake realizzata su richiesta di un eccentrico cliente statunitense e destinata a rimanere un modello unico, ancorché celeberrimo.

### Il periodo De Tomaso e la chiusura

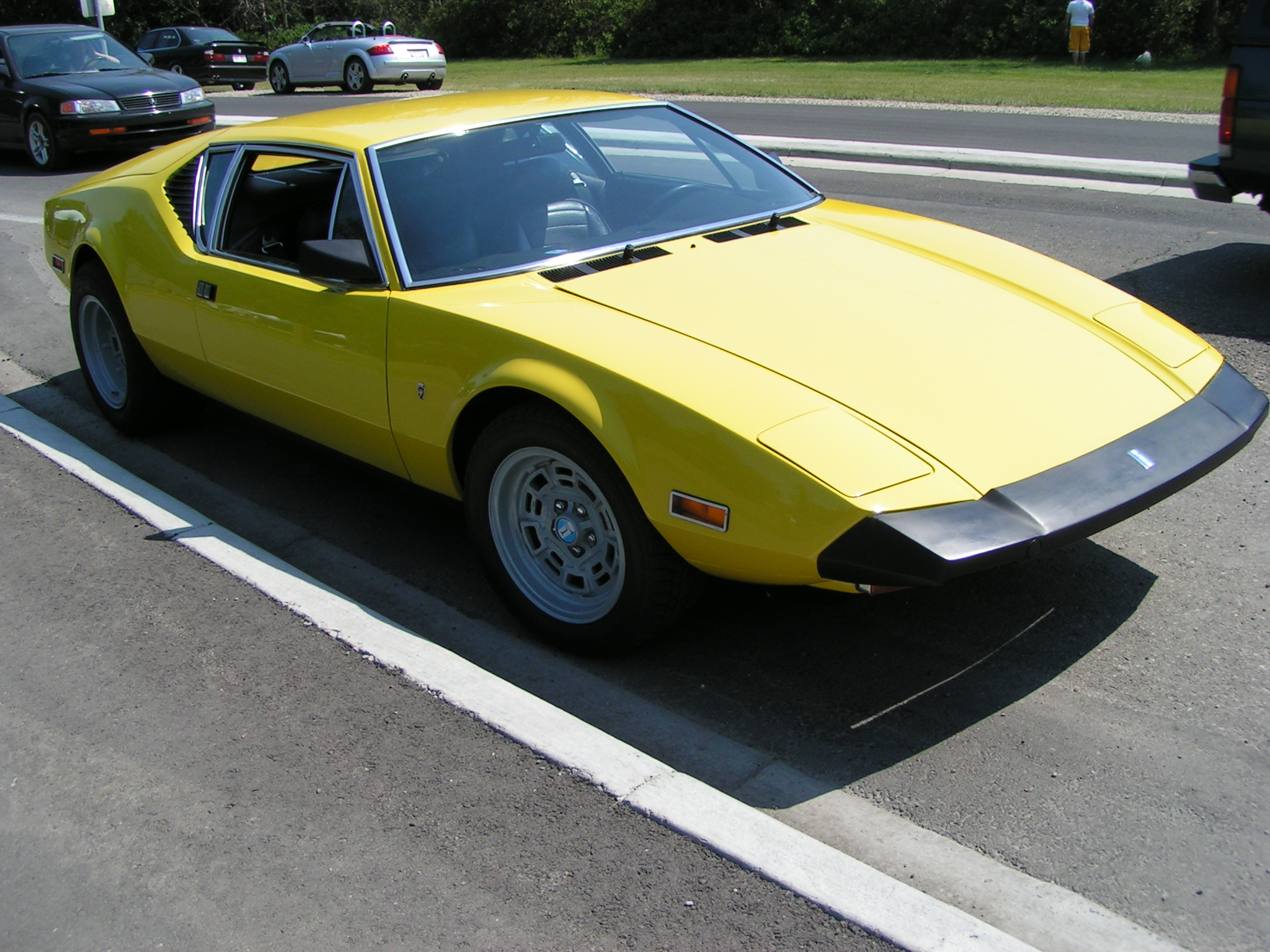
De Tomaso Pantera per il mercato USA; l'ultima vettura realizzata dalla Vignale.

Nel novembre 1969 Alejandro De Tomaso divenne presidente della Carrozzeria Vignale, conseguentemente alla vendita dell'attività al Gruppo statunitense Rowan, siglata dagli eredi di Alfredo Vignale qualche giorno dopo la sua morte. De Tomaso, che in seguito divenne proprietario della Vignale, la accorpò alla Ghia.
Nel 1973 la Ford acquistò le due carrozzerie dalla De Tomaso e al termine di quell'anno unificò gli uffici di progettazione alla Ghia e trasferì i reparti produttivi dello stabilimento Vignale, dove si assemblavano le "Pantera", al ritmo di 10 vetture al giorno, in larga parte destinate al mercato statunitense. Pochi mesi dopo, le nuove norme anti-inquinamento entrate in vigore negli USA delinearono l'impossibilità di omologazione della "Pantera" e nel dicembre 1974 la carrozzeria Vignale chiuse i battenti.

### Riutilizzo del marchio della Ford
Il marchio Vignale, rimasto in possesso della Ford, venne rispolverato nel 2004 per comparire sul prototipo Ford Focus Vignale che ha anticipato la variante coupé-cabriolet della Focus di seconda generazione.

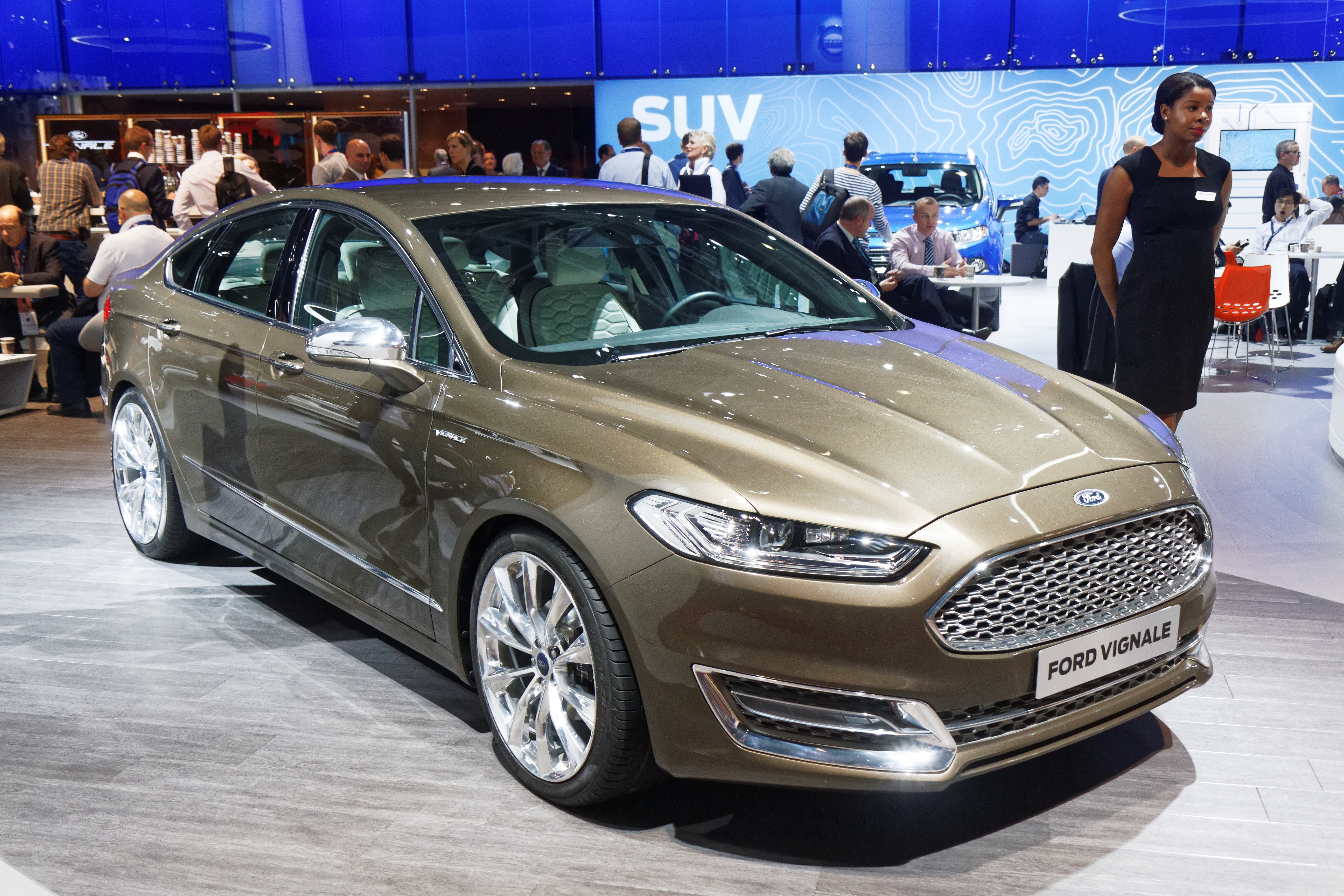
Ford Mondeo Vignale al salone di Parigi del 2014

Nel 2013 la Ford ha presentato al salone dell'automobile di Francoforte il prototipo Mondeo Vignale (con carrozzeria berlina e station wagon): in questo caso il nome Vignale identifica un particolare allestimento di lusso che sarà proposto per il mercato europeo sulla stessa Mondeo. La Ford infatti utilizzerà il marchio Vignale per le versioni più esclusive e accessoriate della propria gamma allo scopo di creare una sorta di "sottomarchio di prestigio" all'interno del listino della casa americana.
Tra la fine del 2015 e l'inizio del 2016 la Ford lancia ufficialmente la gamma Vignale sul mercato europeo ricalcando il prototipo esposto nel 2013 su base Mondeo. I modelli che adottano l'allestimento Vignale inizialmente sono la Kuga, S-Max, Edge e Mondeo, che rappresentano delle varianti di lusso degli omologhi modelli con finiture e dotazione specifiche, inoltre viene creata una rete di vendita dedicata a questi modelli. Nel 2017 l'allestimento Vignale viene introdotto anche sulla settima generazione della Fiesta.

## Alcuni dei modelli prodotti
- Vignale 1100 S Cabriolet su base Fiat 1100B
- Vignale Nardi 750 coupé su base Fiat 600
- Vignale 750 Coupé su base Fiat 600D - "Vignalina", serie di coupé e spider prodotti in circa 40.000 esemplari su base Fiat 600/750[5][6]
- Vignale 850 Coupé su base Fiat 850
- Vignale 850 Spider su base Fiat 850
- Vignale 500 Gamine su base Fiat 500
- Vignale 1300/1500 Coupé su base Fiat 1300/1500
- Vignale Eveline su base Fiat 124
- Vignale Samantha su base Fiat 125